# 将军祠站
将军祠站（廈門話：/t͡siɔŋ˧˧ kun˧˧ su˧˥/）是厦门轨道交通1号线的地铁车站，位于中华人民共和国福建省厦门市思明区文园路与将军祠路交叉口地下，车站于2017年12月31日随1号线全线通车启用。

## 车站

### 楼层
将军祠站设有2层，建筑面积16550平方米。车站地下一层为站厅层；地下二层为1号线站台层，含1个岛式站台。
| 地面层   | 出入口                               |                                      |                                      |
| 地下一层 | 站厅                                 | 商店、票务服务、客服中心、进出站闸机 | 商店、票务服务、客服中心、进出站闸机 |
| 地下二层 |                                      | 1 往岩内方向 （文灶）                |                                      |
| 地下二层 | 岛式站台，列车运行方向左侧的车门开启 |                                      |                                      |
| 地下二层 | 1 往鎮海路方向 （中山公园）          |                                      |                                      |

### 出入口
将军祠站在1号线全线通车时只设有3个出入口。2018年，车站1号出入口投入使用，令车站增至4个出入口。出入口1、3号位于文园路北侧，而2、4号则位于文园路南侧。其中出入口1号附有升降机。
| 编号      | 无障碍设施 | 出口指示 | 建议前往的目的地                                        | 照片 |
| --------- | ---------- | -------- | ------------------------------------------------------- | ---- |
| 1         | 升降机标志 |          | 文馨园、宝成花园                                        |      |
| 2         |            |          | 厦门第一中学（西北1门）、厦门爱乐乐团、万千世界社区商城 |      |
| 3         |            |          | 雅观园、宝成花园、放军第一七四医院将军祠小区（西南门）  |      |
| 4         |            |          | 阳鸿新城                                                |      |
| 註： 設有 |            |          |                                                         |      |